# Arseni Gibert i Bosch
Arseni Gibert i Bosch (Girona, 1 de maig de 1942) és un polític català, senador a Corts Espanyoles i diputat al Parlament de Catalunya.
Casat, tres fills i dos nets. Va ser membre de l'escoltisme en la seva joventut.
Afiliat al Partit dels Socialistes de Catalunya (PSC-PSOE) des de la seva fundació (procedent de Convergència Socialista de Catalunya) fins al 2015 en què es va donar de baixa, fou membre de la seva Comissió Executiva Nacional des del 1994 al 2000. Senador per Girona a les Corts Generals espanyoles en tres legislatures (1993-2004) i diputat, també per Girona, al Parlament de Catalunya (1988-1993). Tinent d'alcalde (en 16 dels 20 anys de regidor, 1983-2003) de l'Ajuntament de Lloret de Mar i diputat provincial i vicepresident del Patronat de Turisme Costa Brava-Girona (1983-1987). Des del març del 2009 fins al febrer del 2016 (moment en què es va jubilar) va ser president de l'Autoritat Catalana de la Competència i abans fou director general de Defensa de la Competència en el Departament d'Economia i Finances de la Generalitat de Catalunya (2004-2009).
Medalla del Turisme de Catalunya (1984). Conseller General de la Caixa d'Estalvis i Pensions de Barcelona (1991-1993). Conseller editorial del diari El Punt de Girona (1990-1992). Patró de la Fundació Privada del Reial Club Deportiu Espanyol des de la seva creació l'any 1997 fins al 2005. Ha publicat nombrosos articles sobre turisme, competència, regulació i economia i fou col·laborador regular d'opinió del periòdic Cinco Días (2000-2003).

## Obres
- El crac turístico en la Costa Brava (Cambra de Comerç de Girona, 1972).
- Horitzons Turístics 1990 (Editur 1986, coautor)
- La Selva, una comarca heterogènia (Caixa de Catalunya, 1990, coautor)
- "Better regulation": una estratègia ineludible[Enllaç no actiu] (ESADE, 2008, coautor)
- Reformes més enllà dels tòpics (Fundació Rafael Campalans, 2010, coautor)
- Una falsa història del PSC (Curbet edicions. Girona 2014)
- La autonomía local en tiempos de crisis. Reformas, fiscaliad y contratación pública (Thomson Reuters ARANZADI. 2015, coautor)
- La descentralización del sistema español de competencia (Universidad de Deusto. Estudios de Deusto 63/1 - 2015, coautor)
- Política de Competencia y mejora de la regulaión eonómica en Andalucia. Balance y retos (Thomson Reuters Aranzadi. 2020, coautor)